# Atlantic City (How I Met Your Mother)
Atlantic City är det åttonde avsnittet av andra säsongen av TV-serien How I Met Your Mother. Det hade premiär på CBS den 13 november 2006.

## Sammandrag
Lily och Marshall bestämmer sig för att gifta sig i Atlantic City, vilket visar sig vara svårare än vad de trott. 

## Handling
När Marshall och Lily har blivit tillsammans igen inser de att de inte har pratat hur de ska göra med bröllopet. Efter att Lily friar till Marshall är det åter dags att planera bröllop, men då inser de att Marshalls släkt inte tycker om Lily på grund av att hon gjorde slut med Marshall. För att undvika släktingarna åker de till Atlantic City för att gifta sig. 
De tar med sig Robin från tv-studion, Ted från arkitektbyrån och Barney från en pedikyrsalong. Väl framme på ett kasino i Atlantic City kommer Lily på att hon behöver brudbukett och brudslöja. Robin får i uppdrag att hitta nya kläder, eftersom hon inte får vara bättre klädd än bruden. 
Barney hittar en slöja och tar sedan med sig Marshall och Ted på en 18 minuters svensexa. De går till en strippklubb. Därefter möts alla vid kasinots bröllopskapell. De får höra att det tar tre dagar att få en licens för att gifta sig. Eftersom de vill ha sitt bröllop samma dag går de till rådhuset för att hitta en domare som kan ge dispens från tredagarsperioden. Den enda domare de får tag på vägrar ge dem dispens när han får höra att de nyligen separerade under sex månader. 
Nästa utväg blir att bli vigda på internationellt vatten av en sjökapten. Där behövs ingen äktenskapslicens. De hittar en kapten som är villig att viga dem för 5 000 dollar.
Barney säger att han kan vinna så mycket pengar åt brudparet. Han spelade tidigare ofta det kinesiska spelet "xíng háishì bùxíng", men utvecklade ett spelmissbruk och slutade. Han spelar mot några kinesiska män och vinner (med viss hjälp av Marshall). 
Vännerna tar sig ut med båten. Under bröllopsceremonin inser de att de vill ha med Marshalls familj på sin stora dag och avbryter bröllopet. Kaptenen missförstår dock och förklarar dem för man och hustru. De blir upprörda och kräver att han "o-förklarar" dem, vilket han gör. Därmed är historien om Atlantic City historien om hur Marshall och Lily blev gifta i tolv sekunder.

## Kulturella referenser
- Lily är orolig för att Marshalls släkt kommer att dra Runaway Bride-skämt under deras bröllop.
- Registratorn i rådhuset skämtar om att Marshall och Lily är med i tv-programmet Dolda kameran.
- Spelet "xíng háishì bùxíng" som Barney spelar betyder översatt till engelska "Deal or No Deal", vilket är namnet på ett programformat för tv som finns i ett flertal länder. Precis som i spelet Barney spelar går många varianter av formatet ut på att de som tävlar gissar vilken attraktiv kvinna som håller det föremål som får dem att vinna spelet.